# Arthur Killat
Arthur Killat, ab 1970: Killat-von Coreth, (* 20. November 1912 in Freiburg im Breisgau; † 11. Mai 1999 in Düsseldorf) war ein deutscher Gewerkschafter und Politiker (SPD).

## Leben und Beruf
Nach dem Besuch der Volks- und Mittelschule absolvierte Killat eine kaufmännische Ausbildung mit einem angeschlossenen Volontariat im Hotelwesen. Er trat 1931 in die Reichswehr ein, arbeitete von 1936 bis 1939 als Sporttrainer und war in dieser Funktion unter anderem an der Reichsakademie für Leibesübungen tätig. Von 1939 bis 1945 nahm er als Soldat am Zweiten Weltkrieg teil. Er wurde mehrfach verwundet, zunächst zum Stabsfeldwebel befördert und schließlich zum Leutnant der Reserve ernannt.
Nach dem Kriegsende siedelte Killat als Heimatvertriebener aus Ostpreußen nach Westdeutschland über und ließ sich in Schleswig-Holstein nieder. Er war 1945/46 Gründungsmitglied der Deutschen Angestellten-Gewerkschaft (DAG) für den Bezirk West-Holstein, nahm 1946 eine Tätigkeit als Sekretär im Hauptvorstand der DAG Hamburg auf und war 1947/48 Landessekretär der DAG für Niedersachsen. Von 1949 bis 1955 fungierte er als Leiter des Angestellten-Sekretariats im DGB-Bundesvorstand in Düsseldorf. Anschließend war er von 1955 bis 1961 stellvertretender Vorsitzender der Gewerkschaft Handel, Banken und Versicherungen (HBV).

## Politik
Killat schloss sich der SPD an und war 1946/47 Vorsitzender der Jungsozialisten im Kreisverband der SPD Pinneberg/Elmshorn. Später wurde er zum Vorsitzenden des SPD-Unterbezirks Solingen gewählt. Er gehörte dem Deutschen Bundestag vom 19. März 1959, als er für den verstorbenen Abgeordneten Fritz Heinrich nachrückte, bis 1972 an. Von 1965 bis 1972 vertrat er den Wahlkreis Solingen im Parlament.

## Vorwurf der Stasi-Mitarbeit
Die Wochenzeitung Die Zeit warf Killat in ihrer Ausgabe vom 8. Februar 2007 vor, in den 1960er und 1970er Jahren für die HVA des Ministeriums für Staatssicherheit, den Auslandsgeheimdienst der DDR, spioniert zu haben. Unter dem Decknamen „Arthur Kaufmann“ und dem Aktenzeichen 18784/60 habe er der Stasi Berichte über Tagungen und aus Bereichen, auf die er sich spezialisiert habe, geliefert. Die von der Stasi geführte Quelle „Arthur Kaufmann“ habe denselben Geburtstag wie Killat gehabt und wurde in den Stasi-Akten als „zuverlässig“ eingestuft. Nach Killats Ausscheiden aus dem Bundestag sei diese Quelle weitgehend versiegt.
Helmut Müller-Enbergs hat in Rosenholz. Eine Quellenkritik (2007) Killat als Abgeordneten genannt, der im Deutschen Bundestag von 1969 bis 1972 unter „mindestens zehn“ in direktem Kontakt mit der Hauptverwaltung Aufklärung der Stasi gestanden habe.
Der BStU stellte 2013 fest: „Killat [dürfte] der geheimdienstliche Charakter seiner DDR-Kontakte bewusst gewesen sein.“

## Ehrungen
Killat wurde mit dem Verdienstkreuz 1. Klasse und 1972 mit dem Großen Verdienstkreuz der Bundesrepublik Deutschland ausgezeichnet.

## Veröffentlichungen
- Angestellten-Tarifpolitik. Ein Diskussionsbeitrag, Bund-Verlag, Köln 1949.
- Die Angestelltenversicherung. Eine zeitgemäße Studie, Bund-Verlag, Köln 1952.
- Problematik einer Reform der der deutschen Sozialversicherung, in: Gewerkschaftliche Monatshefte, Jg. 1953, Seite 85–90.
- Die Angestellten, in: Gewerkschaftliche Monatshefte, Jg. 1954, Seite 298–302.
- Aktionsprogramm zur Angestelltenpolitik des DGB, Düsseldorf 1954.
- 100 Jahre SPD in Solingen, Solingen 1963.